# Фримен, Джон (политик)
Джон Фримен (англ. John Freeman; 19 февраля 1915 — 20 декабря 2014) — британский политик, дипломат и журналист.
Член Лейбористской партии Великобритании с 1933 года.
Член Парламента Великобритании от лейбористов в 1945—1955 годах.
Входил в Тайный совет Великобритании с 1966 года.

## Биография
Учился в Брасенос-колледже Оксфорда (был избран его почётным членом в 1968 году).
В годы Второй мировой войны служил в стрелковой бригаде, дослужился до майора.
После военной службы избирался в парламент.
Указывают, что карьере Фримена способствовал лейбористский лидер Хью Далтон, канцлер казначейства Великобритании в 1945—1947 годах.
В 1945—1946 годах персональный секретарь военного министра (Джека Лоусона).
С 1946 года секретарь по финансам военного министерства, с апреля 1947 года заместитель военного министра. В 1947—1951 годах секретарь министерства снабжения.
22 апреля 1951 года ушёл из правительства вместе с Эньюрином Бивеном и Гарольдом Вильсоном после того, как лейбористское правительство увеличило затраты на оборону из-за Корейской войны в ущерб бесплатному здравоохранению.
С июня 1951 года помощник, с 1958 года заместитель, в 1961—1965 годах главный редактор журнала «New Statesman».
На протяжении 1950-х и 1960-х годов вёл телепрограмму «Лицом к лицу» на «Би-би-си».
В 1964 году премьер-министром Великобритании станет Гарольд Вильсон (на этом посту до 1970 года), с которым Фримен поддерживал хорошие отношения со времени их совместной отставки в апреле 1951 года, это способствует дальнейшим карьерным успехам Фримена на дипломатической службе.
В 1965—1968 годах верховный комиссар Великобритании в Индии. В 1969—1971 годах посол Великобритании в США.
В 1971—1984 годах возглавлял «London Weekend Television». Одновременно в 1976—1981 годах президент «Independent Television News» (en:ITN), в 1976—1982 годах глава Британского института кино, в 1975—1985 годах вице-президент Королевского телевизионного общества (en:Royal Television Society).
В 1985—1990 годах приглашённый профессор международных отношений в Калифорнийском университете в Дэвисе.
Кавалер ордена Британской империи (1943).
Был женат четырежды: в 1938—1948 годах на Элизабет (развелись), в 1948—1957 годах на Маргарет (овдовел), в 1962—1976 годах на Кэтрин (развелись), с 1976 года — на Джудит Митчелл.